# 11739 Baton Rouge
11739 Baton Rouge este o planetă minoră (asteroid), cu un diametru de 16,739 km, din centura de asteroizi. A fost descoperită pe 25 septembrie 1998 la Highland Road Park Observatory⁠(d) de Matthew Collier⁠(d) și a fost numită după Baton Rouge. 
Obiectul prezintă o orbită caracterizată de o semiaxă mare de 3,9342771 UAi, o excentricitate de 0,25, o înclinație de 12,10653 ° în raport cu ecliptica.